# Om kända filosofers liv och tankar

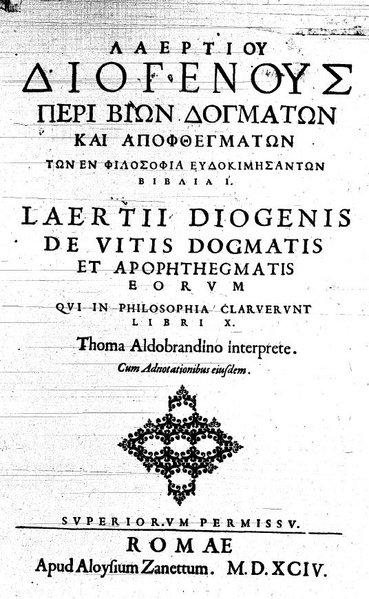
Utgåva 1594

Om kända filosofers liv och tankar är en biografi över grekiska filosofer, skriven av Diogenes Laertios. 

## Översikt
- 1. Bok. Greklands sju vise och författarens filosofiteori (baserad på den joniska och italienska skolan) Thales, Solon, Chilon, Pittakos, Bias, Kleobulos, Periander, Anacharsis, Myson, Epimenides, Ferekydes
- 2. Bok. Anaximander, Anaxagoras, Sokrates och de mindre sokratiska filosoferna Anaximenes, Archelaos, Xenofon, Aischines, Aristippos, Faidon, Euklides, Stilpon, Kriton, Simon, Glaukon, Simmias, Kebes, Menedemos
- 3. Bok. Platon
- 4. Bok. Platons akademi: Speusippos, Xenokrates, Polemon, Krates från Aten, Krantor, Arkesilaos, Bion, Lakydes, Karneades, Kleitomachos
- 5. Bok. Aristoteles och hans elever (Peripatetiker): Theofrastos, Straton, Lykon, Demetrios, Herakleides
- 6. Bok. Antisthenes och den kyniska skolan: Diogenes, Monimos, Onesikritos, Krates från Tebe, Metrokles, Hipparchia, Menippos, Menedemos
- 7. Bok. Stoicism: Zenon, Kleanthes, Chrysippos, Ariston, Herillos, Dionysius,  Sfairos (Delar av boken är förlorade)
- 8. Bok. Pythagoras, Empedokles, Epicharmos, Archytas, Alkmaion, Hippasos, Filolaos, Eudoxos
- 9. Bok. Eleaterna, Atomism, pyrrhonisk skepticism med flera: Herakleitos, Xenofanes, Parmenides, Zenon från Elea, Leukippos, Demokritos, Protagoras, Pyrrhon från Elis,  Timon från Fleios, Melissos, Diogenes från Apollonia och Anaxarchos,

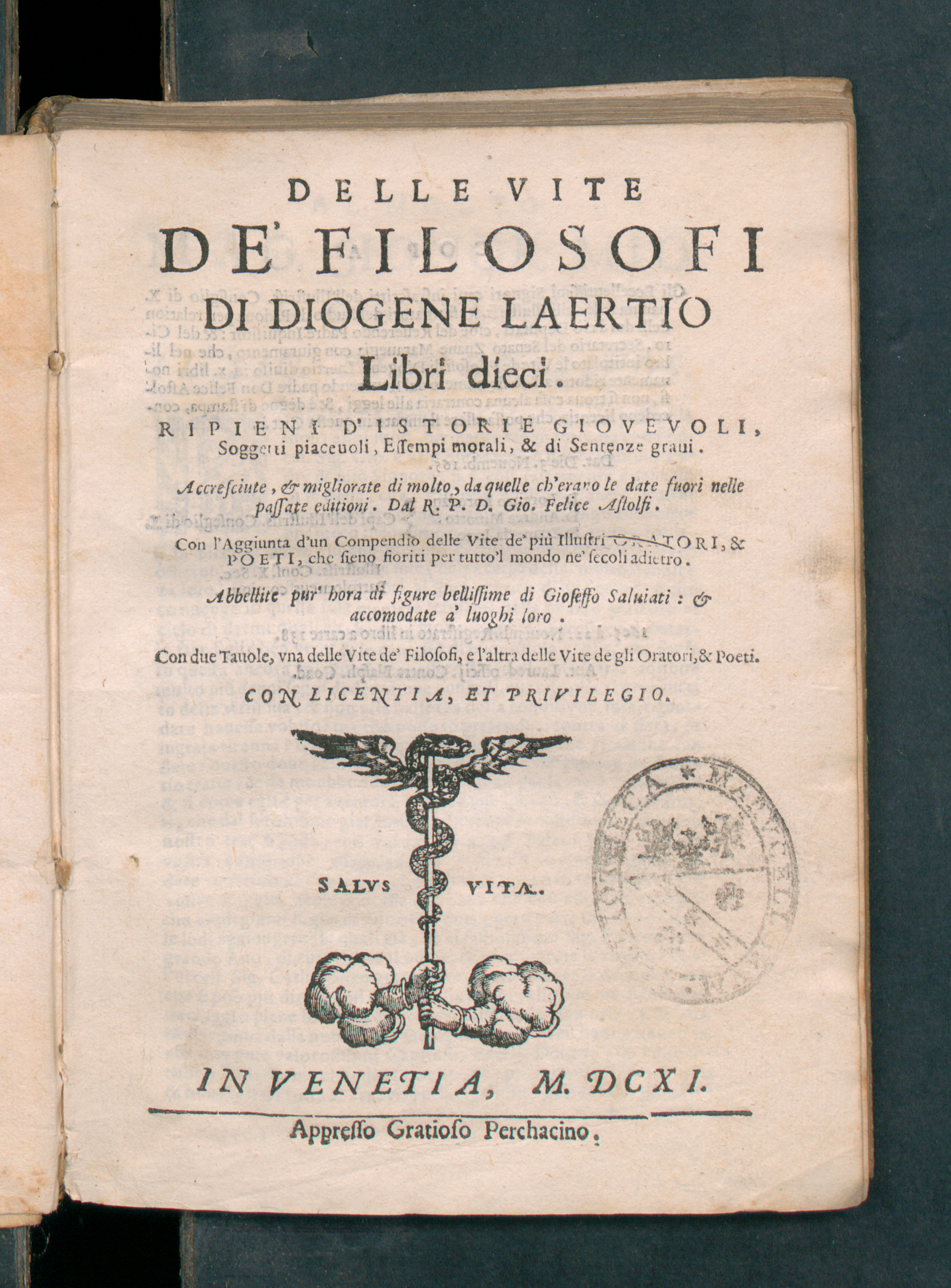
Delle vite dei filosofi, 1611

- 10. Bok. Epikuros